# 瓦烏河
瓦烏河（Wau Nahr）是南蘇丹的河流，位於西赤道省和西加扎勒河省，發源自接近中非共和國的山脈地區，最終注入朱爾河的左支流，河道全長150公里。
7°3′N 27°13′E / 7.050°N 27.217°E

## 外部連結
- Wau River （页面存档备份，存于）